# Quivicán
Quivicán é um município de Cuba pertencente à província de Mayabeque . 